# 천안대로
천안대로(Cheonan-daero)는 충청남도 천안시 동남구 목천읍 남천안 나들목과 서북구 성환읍 안성천교를 잇는 충청남도의 도로이다. 본래 전 구간 국도 제1호선에 속했으나 성환우회도로가 개통되면서 성환읍 일대는 시도로 남아 있다.

## 역사
- 2009년 7월 10일 : 2개 이상 시·도에 걸쳐 있는 도로로 천안대로를 고시[1]

## 주요 경유지
충청남도
- 천안시 동남구(목천읍) - 서북구(직산읍.성환읍)

## 노선
| 이름                          | 접속 노선                                   | 소재지        | 소재지            | 비고                  |
| 세종로와 직결                 | 세종로와 직결                               | 세종로와 직결 | 세종로와 직결     | 세종로와 직결         |
| ----------------------------- | ------------------------------------------- | ------------- | ----------------- | --------------------- |
| 남천안 나들목                 | 25호선 논산천안고속도로                     | 천안시        | 동남구 목천읍     | 국도 제1, 23호선 구간 |
| 도리티삼거리                  | 청당산업길                                  | 천안시        | 동남구 목천읍     | 국도 제1, 23호선 구간 |
| 도리티                        |                                             | 천안시        | 동남구 목천읍     | 국도 제1, 23호선 구간 |
| 동남구                        |                                             | 천안시        |                   | 국도 제1, 23호선 구간 |
| 선문대학교 천안캠퍼스         |                                             | 천안시        |                   | 국도 제1, 23호선 구간 |
| 천안여고삼거리                | 삼룡3길                                     | 천안시        |                   | 국도 제1, 23호선 구간 |
| 청삼 교차로                   | 국도 제21호선 (남부대로)                    | 천안시        |                   | 국도 제1, 23호선 구간 |
| 삼룡사거리                    | 충절로                                      | 천안시        |                   | 국도 제1, 23호선 구간 |
| 굴울사거리                    | 정골1길                                     | 천안시        |                   | 국도 제1, 23호선 구간 |
| 구성삼거리                    | 충무로                                      | 천안시        |                   | 국도 제1, 23호선 구간 |
| 고재사거리                    | 유량로 고재15길                             | 천안시        |                   | 국도 제1, 23호선 구간 |
| 도로원점삼거리                | 버들로                                      | 천안시        |                   | 국도 제1, 23호선 구간 |
| 동부교                        |                                             | 천안시        |                   | 국도 제1, 23호선 구간 |
| 동부사거리                    | 원성천1길 태조산길                          | 천안시        |                   | 국도 제1, 23호선 구간 |
| 천안로사거리 (천안로지하차도) | 국도 제1호선 국도 제23호선 (만남로)         | 천안시        |                   | 국도 제1, 23호선 구간 |
| 방죽다리                      |                                             | 천안시        |                   |                       |
| 역말오거리 (동서고가교)       | 동서대로 단대로 중앙로                      | 천안시        |                   |                       |
| 역말오거리 (동서고가교)       | 동서대로 단대로 중앙로                      | 천안시        | 서북구            |                       |
| 두정역삼거리                  | 두정로                                      | 천안시        |                   |                       |
| 두정지하차도 (북부고가교)     | 국도 제1호선 (삼성대로)                     | 천안시        | 국도 제1호선 구간 |                       |
| 부대동사거리                  | 부대중앙길 안터길 하야들길                  | 천안시        | 국도 제1호선 구간 |                       |
| 공대사거리                    | 공대길 신당새터2길                          | 천안시        | 국도 제1호선 구간 |                       |
| 공주대학교 천안캠퍼스         |                                             | 천안시        | 국도 제1호선 구간 |                       |
| 교정삼거리                    | 천일고1길                                   | 천안시        | 국도 제1호선 구간 |                       |
| 업성동삼거리                  | 번영로                                      | 천안시        | 국도 제1호선 구간 |                       |
| 직산역삼거리                  |                                             | 천안시        | 국도 제1호선 구간 | 서북구 직산읍         |
| 직산사거리 (직산지하차도)     | 봉주로 부송로                               | 천안시        | 국도 제1호선 구간 | 서북구 직산읍         |
| 수헐 교차로                   | 국도 제1호선 국도 제34호선 (삼사로)         | 천안시        | 국도 제1호선 구간 | 서북구 직산읍         |
| 시름세삼거리                  | 지방도 제624호선 (상덕로)                   | 천안시        |                   | 서북구 직산읍         |
| 매주리                        | 성환1로                                     | 천안시        | 서북구 성환읍     |                       |
| 복지관사거리                  | 성진로                                      | 천안시        | 서북구 성환읍     |                       |
| 남산동사거리                  | 대학로 성환3로                              | 천안시        | 서북구 성환읍     |                       |
| (성환5리)                     | 국가지원지방도 제70호선 (성환2로) (성월3길) | 천안시        | 서북구 성환읍     |                       |
| 중리삼거리                    | 성환2로                                     | 천안시        | 서북구 성환읍     |                       |
| 갯방죽사거리                  | 성환1로 성월5길                             | 천안시        | 서북구 성환읍     |                       |
| 대홍 교차로                   | 국도 제1호선 (성환우회도로)                 | 천안시        | 서북구 성환읍     | 국도 제1호선 구간     |
| 홍경교                        |                                             | 천안시        | 서북구 성환읍     | 국도 제1호선 구간     |
| 대홍삼거리                    | 연암로                                      | 천안시        | 서북구 성환읍     | 국도 제1호선 구간     |
| (안궁5리)                     | 문화촌1길                                   | 천안시        | 서북구 성환읍     | 국도 제1호선 구간     |
| 안성천교                      |                                             | 천안시        | 서북구 성환읍     | 국도 제1호선 구간     |
| 경기대로와 직결               |                                             |               |                   |                       |

## 주요 건물 및 시설
- 선문대학교 천안캠퍼스 (충청남도 천안시 동남구 천안대로 277)
- 천안생활체육공원 (충청남도 천안시 동남구 천안대로 357)
- 세계민족음식테마공원기념관 (충청남도 천안시 동남구 천안대로 400)
- 천안박물관 (충청남도 천안시 동남구 천안대로 429-13)
- 홈플러스 천안점 (충청남도 천안시 동남구 천안대로 574)
- 천안동남소방서 (충청남도 천안시 동남구 천안대로 580)
- 공주대학교 천안캠퍼스 (충청남도 천안시 서북구 천안대로 1223-24)
- 천안시농산물도매시장 (충청남도 천안시 서북구 천안대로 1347)
- 메가마트 천안점 (충청남도 천안시 서북구 천안대로 1348)
- 직산역 (충청남도 천안시 서북구 직산읍 천안대로 1471-33)